# 三浦力
三浦力（1983年10月17日—）（罗马字：Riki Miura；）日本著名男演员。

## 简介

### 感情生活
三浦力和日本模特山本优希在2010年结婚，并且在该年怀孕。

## 作品

### 戲劇
- 2007年 獸拳戰隊激氣連者 飾 激氣紫/深見豪

### 電影
- 2011年 夫妻成长日记电影版 飾 小野田真